# Molophilus bispinosus
Molophilus bispinosus là một loài ruồi trong họ Limoniidae. Chúng phân bố ở miền Tân bắc.